# Mouvement grémialista
Le grémialisme (gremialismo ce qui signifie corporation en espagnol) est un mouvement politique universitaire conservateur fondé en 1967 par Jaime Guzmán au sein de l'Université pontificale catholique du Chili. Favorable au retour de l'université à ses fins académiques et hostile à la politisation par les partis politiques des organisations intermédiaires de la société civile, telles les associations étudiantes et les universités, le grémialisme, au départ « apolitique », prit une envergure nationale et se développa à l'Université pontificale catholique de Valparaíso puis à l'Université de Concepción avant de prendre en 1972 le nom de Front universitaire.
Le grémialismo est au départ l'expression politique des secteurs catholiques les plus conservateurs, formés en réaction au tournant doctrinal de l'église catholique romaine lors du concile Vatican II. Leur principal rival est d'abord la démocratie-chrétienne à qui ils opposent une nouvelle organisation de la société civile renforcée autour de plusieurs corps autonomes et non politisés. Favorable au pouvoir social contre le pouvoir politique, le grémialismo rassemble des secteurs entiers de la classe moyenne et des dirigeants de PME autour de la défense de la liberté et de la propriété privée.
Le mouvement grémialista se caractérise également par une critique de la démocratie libérale, qui dénaturerait les principes d'ordre et d'autorité, ainsi que par la défense d'un programme économique et social corporatiste, inspiré par le phalangisme national chilien (développé par l'ancien mouvement conservateur Falange Nacional) et par le théologien et philosophe chilien, Osvaldo Lira. Opposé à un système démocratique libéral qui pour lui sape l'autorité de l'État soumis à la volonté inorganique des masses, le mouvement grémialiste propose l'établissement d'un État non neutre, non politiquement libéral, chrétien, résolument anti-marxiste et opposé à la démocratie libérale plénière.
Peu visible sur le front politique national au début de la présidence de Salvador Allende, il conquiert néanmoins des positions importantes au sein des confédérations patronales telle que la Société nationale d'agriculture et s'affirme surtout à partir de 1972 comme mouvement d'opposition au gouvernement de l'Unidad Popular. Le lien stratégique du mouvement grémialiste avec notamment les associations professionnelles et patronales permit de constituer un bloc d'opposition, alliant la petite et la grande bourgeoisie, des secteurs entiers des forces armées, canalisant ainsi les intérêts de ces secteurs au service d'une nouvelle approche sociétale « qui se lèverait sur les ruines de l'UP ». Il reçoit en 1974 l'adhésion du plus grand journal chilien de l'époque, le conservateur El Mercurio, puis gagnera en influence dans l'appareil institutionnel du régime militaire d'Augusto Pinochet qui a renversé en 1973 par un coup d'État le gouvernement de Salvador Allende.

## Histoire
Vers la fin de l'année 1973, au début du régime dictatorial dirigé par la junte du général Augusto Pinochet, les grémialistes et ceux que l'on appellera par la suite les Chicago Boys commencent à entrer dans les ministères chargés de planifier la politique économique. La période présente pour eux l'opportunité historique de mettre en œuvre les idées qui n'étaient jusque-là que de la théorie universitaire ou de la rhétorique politique. Il s'agit là d'une occasion d'ascension politique majeure pour la génération grémialiste et pour les jeunes diplômés en économie des grandes universités américaines pour qui une telle ascension était totalement « impossible dans le cadre partisan de la vieille politique antérieure à 1973 ». D'ailleurs, les grémialistes ont souhaité et approuvé le coup d'État du 11 septembre 1973, vu pour eux comme une victoire sur le « marxisme-léninisme », et sont loyaux envers les militaires, en dépit des « actes de violence, de meurtres et de violations des droits des individus » que Guzman relativise par le coût « objectif » de toute « guerre civile ».
Les grémios fournissent alors une bonne part des nouveaux cadres administratifs au gouvernement et à l'administration tout comme l'ancien  personnel politique conservateur. Ainsi, Jorge Alessandri et Gabriel González Videla, anciens présidents chiliens mais aussi le dernier président de la Cour-Suprême rejoignent le conseil d'État créé par le décret_loi no 1.319 du 9 janvier 1976, chargé de conseiller le président. C'est ce conseil qui étudiera le projet constitutionnel élaboré par les grémios au sein de la commission dirigée par Enrique Ortúzar.  Les nombreuses exactions commises par le régime, l’institutionnalisation de la torture, la suppression des libertés publiques, l’assassinat des opposants, ne leur feront pas cesser leur participation active à la dictature.
Les grémios se concentrèrent au sein de 3 organismes gouvernementaux : 
- au secrétariat général du gouvernement : véritable ministère à part entière où se trouvait l'importante direction des organisations sociales et ses 3 secrétariats (à la mère, à la jeunesse et aux corporations)
- à la Oficina de Planificación Nacional (ODEPLAN) où se préparaient les réformes économiques au côté des Chicago boys de Miguel Kast,
- au secrétariat à la planification et à la coordination (SERPLAC), concernant les grands travaux.

Les grémios fournirent également une grande partie du personnel municipal des gouvernements locaux ainsi que celui du corps universitaire, notamment ceux d'agronomie, de droit, d'économie et d'ingénierie.
Ainsi, au début des années 1980, les grémialistes peuvent compter sur de nombreux membres ou sympathisants dans les médias, chez les fonctionnaires du gouvernement et dans le patronat.

### Relations avec les Chicago Boys
Sergio De Castro, doyen de la faculté d'économie l'université pontificale du Chili, fit partie en 1970 de la liste présentée par Guzman lors des élections au chapitre universitaire. La plupart des Chicago Boys ne sont et ne seront pas cependant des membres du mouvement grémialiste. Ils ont en commun d'être jeunes, de ne pas être liés aux évènements qui avaient précédé le coup d'État ni aux anciens partis de la droite chilienne. Ce sont les grémialistes qui font entrer ceux que l'on appellera les Chicago Boys à partir de décembre 1973. Le projet politique, économique et sociétal qui allait être mis en place avait été élaboré par des économistes chiliens d’inspiration néo-libérale ayant étudié à Chicago grâce aux accords inter-universitaires établis depuis les années 1950 entre l’université de Chicago et l’université catholique. Ces économistes, sociologues ou autres experts en éducation avaient fondé au Chili des centres d’études comme le CESEC (Centro de Estudios Socio-economicos) créé par Sergio De Castro, R. Kelly et Emilio Sanfuentes ou encore le centre d’Estudios Publicos, dont le président honoraire était Friedrich Von Hayek.
Leur philosophie politique se rapproche de celle du mouvement grémialista car il combine le catholicisme corporatiste chilien avec l’idée de « société spontanée » d’origine néo-libérale. C'est à l'université catholique, sous les gouvernements de Frei et d’Allende, que les anciens étudiants de Chicago et les grémios comme Guzman se rencontrent et s'allient. Guzman partage avec les néo-libéraux comme Hayek l'idée que « l’individu n’appartient pas à une société civile ». Le texte que les néo-libéraux utilisent pour convaincre les militaires de les employer est El Ladrillo qui propose « un modèle de développement basé sur une économie décentralisée, où les unités productrices sont indépendantes et compétitives pour profiter au maximum des possibilités qu’offre le marché ». Charité et privatisation sont des critères qui doivent guider l’action de l’État dans les services sociaux et dans le traitement du système des retraites et du chômage. L’État central assure la sécurité interne et externe ; il a un rôle à la fois répressif et subsidiaire par rapport au secteur privé. Dans le domaine de l’éducation, la bible des Chicago Boys considère que des niveaux minimum d'éducation doivent être garantis par l'État, nécessaire à la formation de base du citoyen, et qu'ils doivent être gratuits ce qui n'est pas le cas pour les niveaux supérieurs d'éducation, lesquels constituent pour eux un investissement des particuliers.

## Doctrines et principes
Le grémialismo est un mouvement élitiste et non un mouvement de masse. En 1979, Guzman lance la revue grémialiste Realidad où, pendant cinq ans, il diffuse sa doctrine avant de laisser la place à un successeur.
Selon Jaime Guzman, son principal idéologue, chaque individu est libre mais seulement dans sa relation avec Dieu. Dans la vie matérielle, le sujet appartient à des gremios (corps) que ce soient des classes, des familles, des entreprises ou des propriétés. Dans la doctrine grémialiste, les partis politiques ne sont que des facteurs diviseurs de la société et éloignent les différentes corporations de leurs fonctions, provoquant alors une crise sociale et politique. Ce phénomène atteint son apogée sous le gouvernement de Salvador Allende qui est un moment de forte confrontation sociopolitique et de surenchère idéologique. Le 11 septembre 1973 est alors pour les grémialistes « l’heure de la libération du Chili devant la menace imminente d’une dictature marxiste-léniniste ». Pour Guzmán qui se veut antipolitique, la réflexion doctrinale grémialiste se centre sur le devoir, les institutions et la résolution pratique des problèmes « au-delà des idéologies ». Ainsi, pour le concepteur du grémialisme, l’État a « une existence politique indépendante ». Il représente l’Esprit national, abstrait, moral, expression d’un pouvoir qui ne s’est pas construit par rapport à la société civile et qui laisse les corporations libres d’exercer dans leur domaine. 
L'État doit à la fois éduquer la personne aux valeurs chrétiennes mais aussi permettre le développement des connaissances spécialisées de chaque corps. Les connaissances, ainsi que les pouvoirs, restent donc, selon Guzman, dans le domaine des corporations. Pour les Grémios, l’État chilien a par le passé été trop puissant par rapport à l’Église, au marché et surtout aux puissantes familles de l’aristocratie.

## De la Nueva Democracia à l'UDI
L'organisation grémialiste s'était articulée en fonction de la conjoncture politique. Elle avait profité du régime militaire pour mettre en œuvre son projet de société avec des objectifs à long terme, aucune alternance politique n'étant attendue dans le cadre d'une dictature. Mais ses membres ont pensé à l'étape suivante, celle qui suivrait la période du gouvernement des forces armées. Les grémialistes prévoyaient déjà de défendre et consolider dans un contexte démocratique les "progrès de la révolution accomplis durant la période pinochetiste". Si le projet implique bien le général Pinochet, dont le régime a permis de mettre en œuvre les conceptions sociétales grémialistes, il va au-delà de la personne du dictateur afin de permettre de pérenniser au sein d'un système démocratique les transformations intervenues précédemment.
Le 24 septembre 1983, les grémialistas publient la déclaration de principe d'une nouvelle organisation appelée Nueva Democracia qui se transforme en Union démocrate indépendante en 1987 après la loi légalisant les partis politiques. La manœuvre est peu appréciée non seulement des groupes proches de la droite traditionnelle mais aussi du général Pinochet. Celui-ci avait émis le souhait de créer un mouvement civico-militaire qui l'appuierait personnellement ainsi que son régime. Or, la création de l'UDI par Guzman lui déplait fortement car celle-ci, dès son origine, proclame dans ses statuts son indépendance par rapport au régime militaire au pouvoir. En se démarquant de Pinochet qui voulait créer sa propre structure, les grémialistas marquent leur refus de participer et institutionnaliser un système caudilliste qui aurait succédé à Pinochet. S'ils acceptent que celui-ci accapare et exerce autoritairement le pouvoir politique sur une longue durée, rendue nécessaire selon eux pour consolider le projet de transformation sociétale et économique en cours, les grémialistas refusent par contre d'hypothéquer l'avenir et de se proclamer héritier du régime des forces armées et de Pinochet en particulier.
Parallèlement, la droite traditionnelle elle-même se réorganise. Certains tentent de faire revivre le vieux parti national, auto-dissous après le coup d'État de 1973 mais la majorité préfère fédérer les mouvements non grémialistes, qu'ils soient d'origine radicales, démocrate-chrétienne, libérale ou nationale dans une nouvelle mouvance qui affirme son caractère républicain et libéral, Rénovation nationale, afin de se différencier du conservatisme affiché des grémialistes et de l'autoritarisme du gouvernement de la dictature.

## Les grémialistes et le Chili démocratique
L'UDI déclare vouloir veiller à consolider les « acquis sociaux et économiques » lors du retour du Chili à la démocratie. Celle-ci est en germe prévue par la Constitution chilienne de 1980 que les grémialistes ont rédigé, prévoyant ainsi la date de la fin du régime dictatorial. La démocratie doit au plus tard être établie au 11 mars 1990. Préalablement, une période de transition démocratique marquée par un référendum national aura décidé du sort du général Pinochet ou de son successeur et des élections parlementaires pluralistes auront abouti à un nouveau parlement.
Quand l'UDI se constitue en 1987, les grémialistes prévoient de soutenir la prorogation du général Pinochet au pouvoir pour un nouveau mandat de 7 ans. Il s'agit pour eux d'avoir une garantie supplémentaire pour les réformes sociétales et économiques intervenues sous la dictature. L’objectif affiché est de faire de Pinochet le président d'une république démocratique dans le cadre d'une constitution établie à l'origine sur mesure pour une dictature militaire mais suffisamment souple pour être appliquée à des civils. On parle alors de « démocratie sous surveillance ».
Cependant le 5 octobre, après une intense campagne électorale, le prolongement du pouvoir de Pinochet est refusé par 56 % des Chiliens. Les grémios profitent de la transition démocratique pour assurer leurs positions dans les grandes entreprises et dans les universités. Quand le 11 mars 1990, au parlement, Pinochet transfère son écharpe présidentielle à Patricio Aylwin issu de la Concertation des partis pour la démocratie, les grémios sont infiltrés dans tous les rouages économiques et politiques de la société chilienne, dominant notamment les grands journaux comme El Mercurio.
De 1989 à 1999, l'UDI, devenu le parti grémialiste par définition, collabore avec Rénovation nationale bien que l'ayant critiqué pour n'être qu'une résurgence de l'ancienne droite chilienne et pour n'avoir pas voulu clairement soutenir la prorogation du mandat de Pinochet. En 1989, les deux partis soutiennent la candidature présidentielle de Hernán Buchi, qui fut le « jeune et moderne ministre des Finances de Pinochet et auteur du boom économique du Chili de la deuxième moitié des années 1980 ». Il obtient 29,4 % des voix.
Après l’assassinat de Jaime Guzmán en 1991, l’UDI s'affranchit quelque peu des historiques du mouvement grémialiste en soutenant aux élections présidentielles de 1993 la candidature d’Arturo Alessandri (qui obtient 24,65 % des voix). Celui-ci avait été élu député du Parti national en 1973. Depuis la fin des années 1990, l'UDI est représentée par Joaquín Lavín, ingénieur et économiste, membre de l'Opus Dei, ancien responsable de la section économique du journal El Mercurio et doyen de l’Université de Concepción. Avec 47,5 % des votes au premier tour des élections présidentielles de 1999, cet ancien grémialiste fait quasiment jeu égal avec Ricardo Lagos, le candidat de la Concertación. Avec 48,7 % au deuxième tour, Lavín passe à un cheveu de devenir président du Chili. Lavin est néanmoins élu maire de Santiago du Chili après avoir été maire de Las Condes, deux bastions politique de l'UDI. En 2005, l'UDI connait une véritable contre-performance en étant absent du second tour de l'élection présidentielle où se maintient Rénovation nationale face à Michelle Bachelet, candidate de la Concertation pour la démocratie.
Après la victoire de l'Alliance pour le Chili (40,49 %) lors des élections municipales d'octobre 2008, marquées par l'élection de nombreux candidats de l'UDI aux postes de maire des plus grandes villes du pays comme Santiago du Chili, Valparaíso et Iquique, l'ancien mouvement grémialiste reprend sa position dominante au sein de l'alliance de droite. Jacqueline van Rysselberghe (maire UDI de Concepción) est un temps pressentie pour défier Sebastian Piñera pour représenter l'Alliance à l'élection présidentielle de décembre 2009. C'est finalement ce dernier qui est choisi, et qui est élu président.

### Idéologie de l'UDI
Sur le plan idéologique, l’UDI reste une combinaison originale de catholicisme conservateur, cher au grémialisme, et de libre-marché inspiré par l’Université de Chicago. Faisant de la famille le noyau de la société, l'UDI a une conception paternaliste et traditionaliste de la société, et clairement ancrée à droite.